# MySims Racing
 (juin 2019).
Si vous disposez d'ouvrages ou d'articles de référence ou si vous connaissez des sites web de qualité traitant du thème abordé ici, merci de compléter l'article en donnant les références utiles à sa vérifiabilité et en les liant à la section « Notes et références ».
MySims Racing est un jeu vidéo de course éditée par Electronic Arts, sorti en 2009 sur Wii et Nintendo DS. Il fait partie de la série MySims.